# Гашпар Адам
Гашпар Адам, надбискуп је у Бару у периоду од 1270. до 1280. године. Био је доминиканац, пјесник и филозоф. Посјећивали су га краљ Урош Велики и краљица Јелена (касније, под краљем Милутином, управница Зете у Краљевини Србији, столовала је у Улцињу).